# Militära underrättelse- och säkerhetstjänsten
Militära underrättelse- och säkerhetstjänsten (MUST; deutsch: Militärischer Nachrichten- und Sicherheitsdienst) ist der Nachrichtendienst der schwedischen Streitkräfte. Er ist direkt dem Verteidigungsministerium und somit dem Verteidigungsminister unterstellt und wird seit 2023 von Generalleutnant Thomas Nilsson geleitet, der Generalmajor Lena Hallin ablöste.

## Geschichte

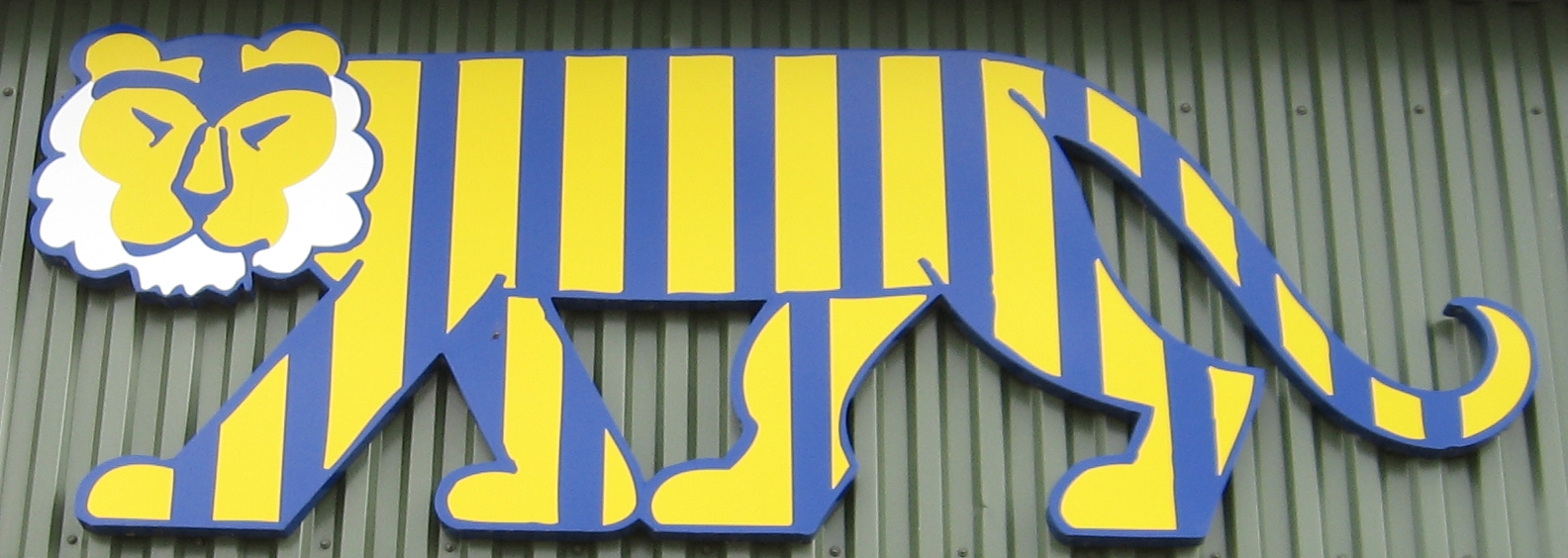
En svensk tiger

Von 1940 bis 1945 existierte der Statens Informationsstyrelse (SIS); er gilt als Vorgänger des heutigen MUST. Der während des Zweiten Weltkrieges sehr aktive SIS war dem schwedischen Außenministerium unterstellt, arbeitete aber auch mit dem Verteidigungsministerium zusammen. En svensk tiger war ein Slogan zur Geheimhaltung von wichtigen Informationen in Schweden während des Zweiten Weltkrieges. Das bis heute bekannte Symbol des Tigers wurde 1941 von Bertil Almqvist im Auftrag des SIS geschaffen.

## Arbeitsweise
MUST besteht aus zwei Abteilungen: Der UND (von underrättelseverksamheten, deutsch: Nachrichtenbetrieb) der für den Nachrichtendienst zuständig ist und der SÄK (von säkerhetsskyddet, deutsch: Sicherheitsschutz), verantwortlich eben für die militärische Sicherheit. Der UND bezieht Informationen für die Beschlussfindung im Hauptquartier des Nachrichtendienstes und im Verteidigungsministerium. Außerdem versorgt er schwedische Militärverbände im In- und Ausland mit Informationen. Der SÄK beschäftigt sich unter anderem mit dem Schutz der militärischen Informationen und der Ermittlung bzw. Untersuchung von Personen.
Geheimster Teil des Dienstes ist das KSI (Kontoret för särskild inhämtning, deutsch: Büro für besondere Einholungen), das vor allem für die Rekrutierung von Agenten zuständig ist.
MUST arbeitet in hohem Maße mit den übrigen Verteidigungsbehörden zusammen, vor allem mit der Försvarets radioanstalt (FRA) (deutsch: „Funkeinrichtung für nationale Verteidigung“), die für technische Aufklärung und Überwachung zuständig ist. Leiterin des MUST ist zurzeit Generalmajor Lena Hallin. Der Hauptteil der Angestellten im MUST sind Offiziere, doch hat der Dienst im Vergleich zu anderen Einheiten innerhalb des schwedischen Militärs einen relativ hohen Anteil an zivilen Angestellten.